# Pujan Sadri

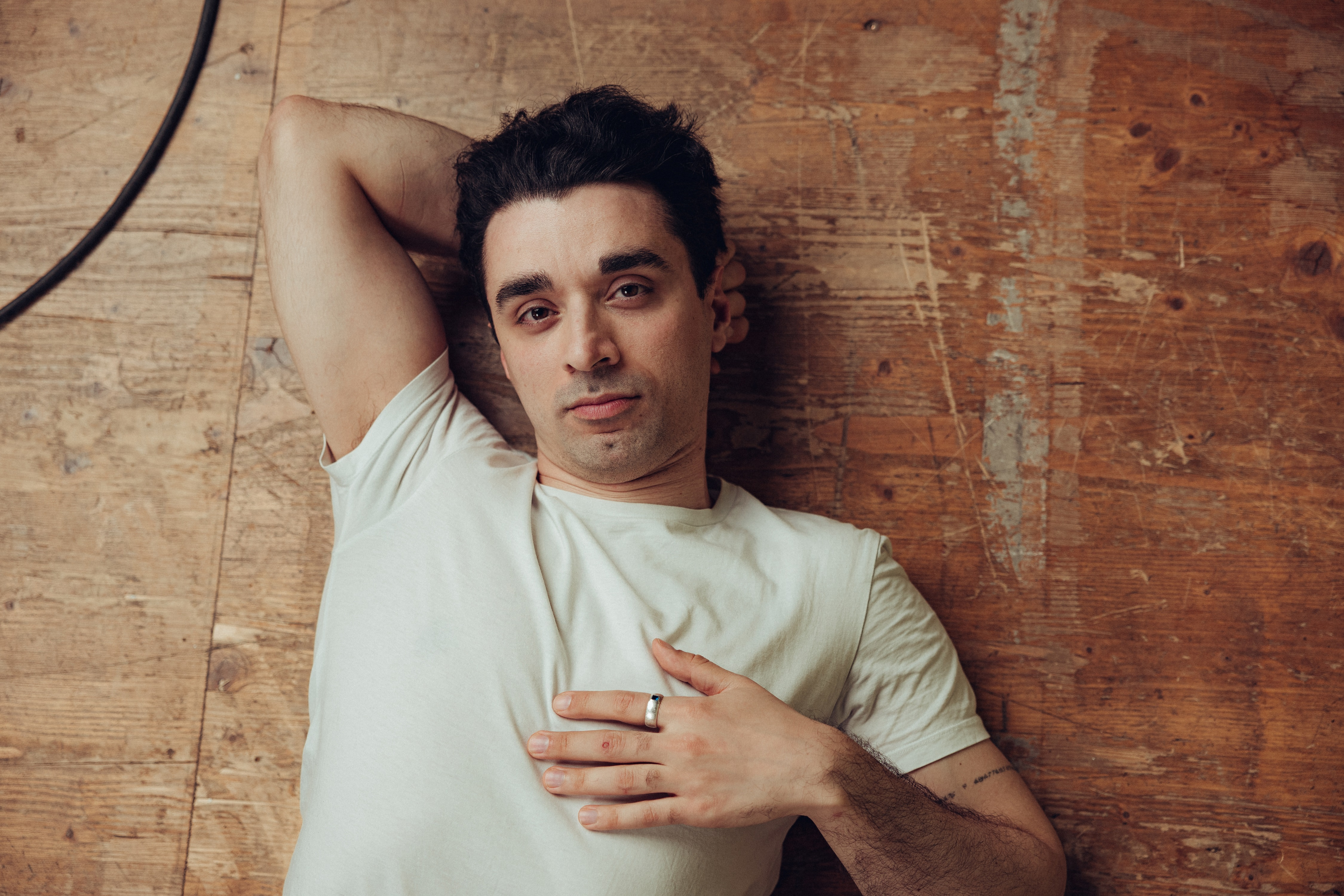
Pujan Sadri (2024). Foto: Joel Heyd

Pujan Sadri (geboren 1993 in Marl) ist ein deutscher Theater- und Filmschauspieler.

## Ausbildung und künstlerische Karriere
Sadri wuchs in Düsseldorf und Teheran (Iran) auf und studierte zunächst an der Deutschen Sporthochschule Köln. Im Jahr 2017 begann er sein Schauspielstudium an der Folkwang Universität der Künste in Bochum, das er 2021 abschloss.
Seit der Spielzeit 2022/23 ist Sadri festes Ensemblemitglied am Residenztheater München (Bayerisches Staatsschauspiel). Dort arbeitete er unter anderem mit Regisseurinnen und Regisseuren wie Elsa-Sophie Jach, Luise Voigt, Nicolas Stemann, Claus Peymann, Bastian Kraft und Stephan Kimmig. Zu seinen Bühnenrollen zählen Auftritte in Inszenierungen wie Buddenbrooks, Die Gewehre der Frau Carrar, Minetti, Pygmalion, Reineke Fuchs, Romeo und Julia, Ein Sommernachtstraum und Sohn einer Mutter. Mutter eines Sohns. Darüber hinaus übernahm er zusammen mit Pauline Bittner die künstlerische Leitung für das "Resi für alle - Klubfestival 2024" für den Nachwuchsschauspieler-"Klub Klupp" für das Stück "Wohin gehst Du?", für das er auch gemeinsam mit Paul Reifenberger die Musik entwickelte.
Neben seiner Theaterarbeit ist Sadri auch immer wieder in Filmen zu sehen, etwa in Brüder der Nacht (2019) und Das kleine Geld (2019).
Sadri lebt in München und spricht neben Deutsch auch Persisch (Farsi/Dari) und Englisch. Er spielt Gitarre und Klavier und ist sportlich vielseitig aktiv, unter anderem im Bouldern, Boxen und Kickboxen.

## Filmografie (Auswahl)
- 2019: Brüder der Nacht (als Amin, NR). Kurzfilm. Regie: Maximilian Nita
- 2019: Das kleine Geld (als Freund, HR). Ausbildungsproduktion. Regie: Maximilian Karakatsanis
- 2020: 1984 – Review (HR). Experimentalfilm. Regie: Matthias Flake

## Theater (Auswahl)

### Schauspielhaus Bochum
- 2019: Die Vereinigten Staaten von Amerika gegen Herbert Nolan (Ensemble). Von Stefano Massini. Inszenierung: Thomas Dannemann

### Städtische Bühnen Osnabrück
- 2022: Mord im Orientexpress (als Samuel Ratchett). Von Agatha Christie. Inszenierung: Katharina Schmidt

### Residenztheater München
- 2022: Die Spiele müssen weiter gehen - München 1972 (Div. Rollen). Von Regine Dura. Inszenierung: Hans-Werner Kroesinger und Regine Dura[11][12][13][14]
- 2023: Buddenbrooks (als Anton / Morten Schwarzkopf / Kesselmeyer / René Maria von Throta). Nach dem Roman von Thomas Mann. Inszenierung: Bastian Kraft[15]
- 2023: Minetti – Ein Portrait des Künstlers als alter Mann (als Lohndiener / Der Liebhaber des Mädchens). Von Thomas Bernhard. Inszenierung: Claus Peymann[16]
- 2023: Archiv der Tränen (als Fiume). Von Magdalena Schrefel. Inszenierung: Elsa-Sophie Jach[17]
- 2023: Reineke Fuchs (als Isegrim, der Wolf). Nach Johann Wolfgang von Goethe. Inszenierung: Schorsch Kamerun[18]
- 2024: Pygmalion (als Freddy). Nach George Bernard Shaw. Inszenierung: Amir Reza Koohestani und Mahin Sadri[19][20][21][22][23]
- 2024: Sohn einer Mutter. Mutter eines Sohns (als Nima). Text und Inszenierung: Pooyan Bagherzadeh[24][25]
- 2024: Ein Sommernachtstraum (als Dieter Flaut). Nach William Shakespeare. Inszenierung: Stephan Kimmig[26][27][28][29][30]
- 2024: Die Gewehre der Frau Carrar / Würgendes Blei (als José, der jüngere Sohn von Teresa Carrar). Von Bertolt Brecht als Fortschreibung von Björn SC Deigner. Inszenierung: Luise Voigt[31]
- 2025: Was ich vergessen habe (diverse Rollen). Von Jürgen Berger und Anna Karasińska. Inszenierung: Anna Karasińska[32]
- 2025: Romeo und Julia (als Paris). Von William Shakespeare. Inszenierung: Elsa-Sophie Jach[33]
- 2025. Der zerbrochne Krug (als Ruprecht Tümpel). Von Heinrich von Kleist. Inszenierung: Mateja Koležnik[34]

## Ehrungen und Auszeichnungen
- 2025: Einladung zum Berliner Theatertreffen mit Die Gewehre der Frau Carrar / Würgendes Blei (Residenztheater München)
- 2025: Nominierung für den Förderpreis beim Kurt-Meisel-Preis der Freunde des Residenztheaters e. V.[35]